# Mehrspurrekorder

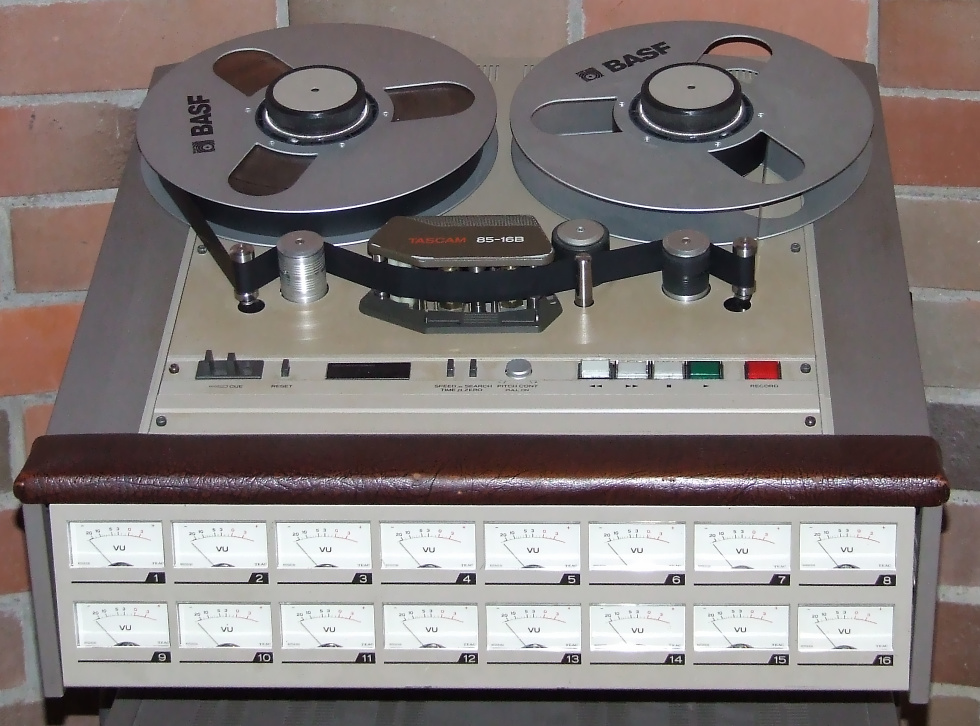
Mehrspurrekorder mit 16 Spuren

Mehrspurrekorder sind Geräte zum Aufnehmen mehrerer Tonquellen gleichzeitig oder hintereinander. Im Unterschied zu einem Mono- oder Stereo-Rekorder bietet der Mehrspurrekorder mindestens zwei voneinander unabhängige Tonspuren, die parallel geführt werden. So kann beispielsweise auf einem Vierspurrekorder ein Sänger seinen Gesang viermal hintereinander aufnehmen, hört dabei das zuvor Aufgenommene und singt mit sich im Chor. Das Verfahren war die Schlüsseltechnik für den Erfolg hochwertiger Schallplattenproduktionen ab den 1950er Jahren, weil es die Musiker davon befreite, alles in einem Take einzuspielen.

## Geschichte
Mehrspurrekorder finden Anwendung im Tonstudiobereich und beim Homerecording. Im Homerecording-Bereich waren lange Zeit Vierspurgeräte der Standard, die mit herkömmlichen Musikkassetten betrieben werden können. Im professionellen Bereich kamen Bandmaschinen mit bis zu 32 Tonspuren zum Einsatz. Waren bis in die 1990er-Jahre hinein vor allem Tonbandgeräte dazu in der Lage, mehrere Spuren unabhängig voneinander analog aufzunehmen, sind sie im 21. Jahrhundert von digitalen Systemen weitgehend verdrängt worden. Dazu zählten zunächst MiniDisc-Mehrspurrekorder und Festplattenrekorder, gefolgt von mp3-Digitalrekordern und vor allem Computersysteme für digital Audio (DAW).
Die Vorläufer der ersten Mehrspurrekorder entstanden in den 1950er-Jahren und boten die Aufnahme auf zwei Spuren parallel, mit dem Ziel einer anschließenden Abmischung nach Mono („Dumping“ von zwei Spuren auf eine). Anfang der 1960er-Jahre kamen Bandmaschinen hinzu, die beide Spuren zeitlich unabhängig voneinander bespielten. Die ersten 4-Spur-Rekorder kamen um 1964 auf den Markt. Aufwändige Musik-Produktionen wie das Album Sgt. Pepper’s Lonely Hearts Club Band der Beatles wären ohne die 4-Spur-Technik nicht möglich gewesen. Wegen der Beschränkung auf vier Spuren war das Dumping die Regel: Man mischte mehrere Spuren auf eine oder zwei herunter, um wieder Platz für weitere Aufnahmen zu bekommen. Dieses Verfahren musste mit Zurückhaltung eingesetzt werden, weil bei den analogen Aufnahmen mit jedem Dumping Klangeinbußen verbunden waren (Generationsverlust).

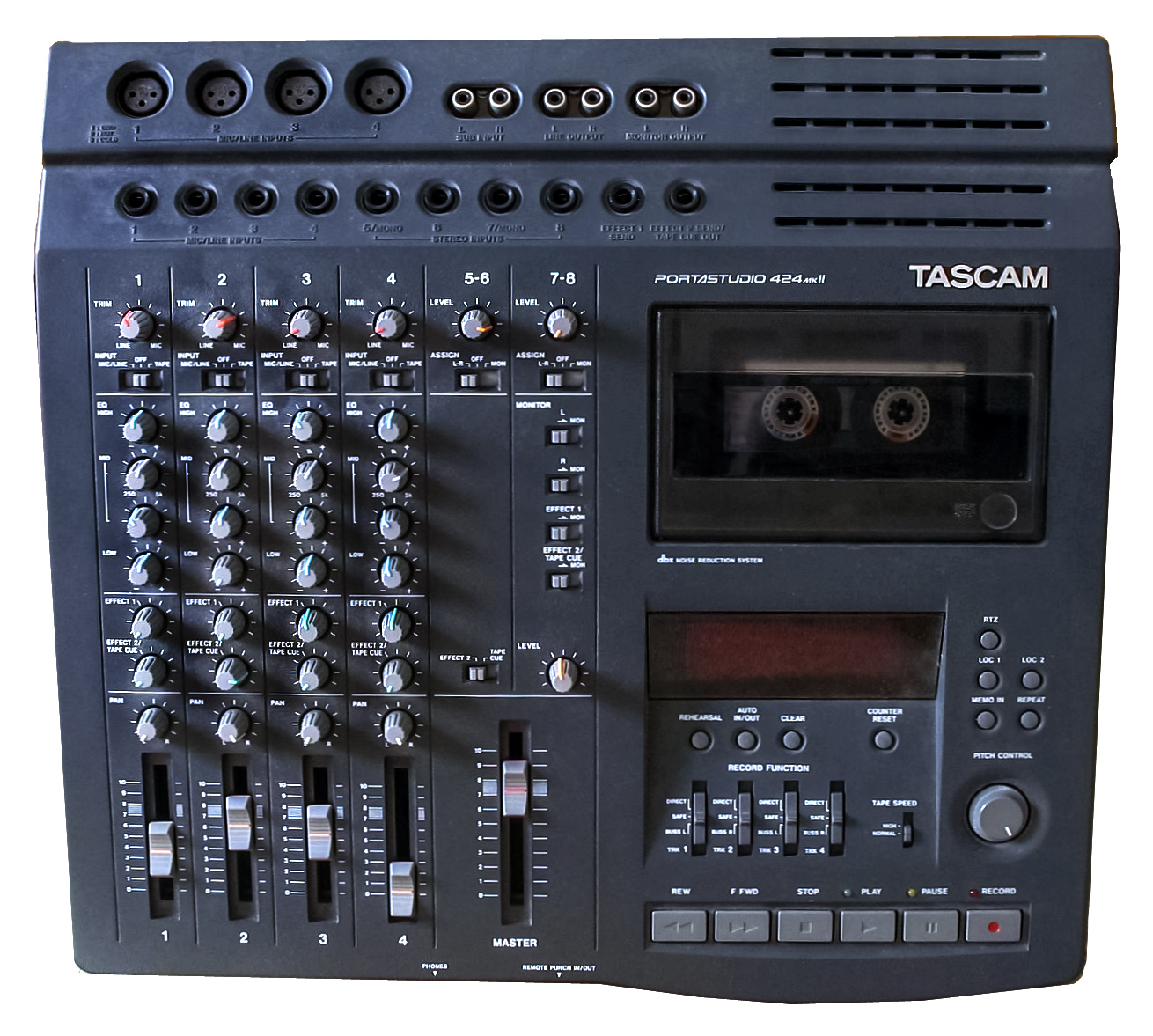
Mehrspurrekorder Tascam PortaStudio 424 MKII für die unabhängige Aufnahme von vier Tonspuren auf Kompaktkassette mit dbx-Rauschunterdrückung, ca. 1996.

Im Jahr 1967 kamen die ersten 8-Spur-Maschinen in die Studios, Anfang der 1970er-Jahre standen bereits 16 Spuren zur Verfügung. Ins Bewusstsein der Öffentlichkeit rückte diese Technik mit dem Album Tubular Bells von Mike Oldfield von 1973. Oldfield hatte hierfür alle Spuren selbst eingespielt.
Nachdem bereits 1967 erste primitive Versuche zur elektronischen Synchronisation zweier Vierspur-Bandmaschinen Erfolge zeitigten (A Day In The Life von den Beatles wurde auf diese Weise produziert), waren die professionellen Mehrspur-Bandmaschinen der 1980er Jahre größtenteils ab Werk dafür ausgerüstet. So konnten beispielsweise zwei Geräte mit je 24 Spuren zusammen betrieben werden. Zeitgleich hielten digitale Mehrspur-Tonbandmaschinen mit bis zu 32 Spuren Einzug in die großen Tonstudios.
Ebenfalls in den 1980er Jahren kamen erschwingliche und portable 4-Spur- und später auch 8-Spur-Geräte auf den Markt, die eine Compact-Cassette als Wechselmedium nutzten. In den 1990er-Jahren wurden diese durch ähnliche Geräte auf der Basis der Mini-Disk abgelöst. Heutzutage wird überwiegend auf computerbasierten Systemen aufgenommen, sogenannten DAW (Digital Audio Workstation), deren mögliche Spurenanzahl theoretisch nur von der Leistungsfähigkeit des Prozessors und der Festplatte abhängt.

## Beispiele der Spurbelegung von Mehrspurrekordern

### 2 Spuren
- Spur 01: Musik
- Spur 02: Gesang

### 4 Spuren
- Spur 01: Schlagzeug
- Spur 02: Bass
- Spur 03: Gitarren
- Spur 04: Gesang

### 8 Spuren
- Spur 01: Schlagzeug links
- Spur 02: Schlagzeug rechts
- Spur 03: Bass
- Spur 04: Rhythmus-Gitarre
- Spur 05: Lead-Gitarre
- Spur 06: Gesang
- Spur 07: Chor
- Spur 08: Click

Der kreative Vorteil, der sich durch Verwendung von mehr Spuren ergibt, zeigt sich am deutlichsten bei der Aufnahme eines Schlagzeugs. Ein Schlagzeug besteht aus einer Vielzahl von Klangquellen (Bassdrum, Snare usw.), die bei Verwendung von den oben aufgezählten acht Spuren nicht getrennt voneinander aufgenommen werden können. Bei diesen acht Spuren ist es erforderlich, schon bei der Aufnahme festzulegen, wie laut beispielsweise die Hi-Hat sein soll. Deren Lautstärkepegel lässt sich nachträglich nicht mehr ändern. Erst bei einer deutlichen Erhöhung der Anzahl der Spuren bietet sich die Möglichkeit, fast alle Klangquellen eines Schlagzeugs getrennt voneinander aufzunehmen, deren Lautstärke auch später noch verändert werden kann.